# Frisson ?
Pour plus de détails, voir Fiche technique et Distribution.
Frisson ? (Kakabakaba Ka Ba?) est un film philippin réalisé par Mike De Leon, sorti en 1980.

## Fiche technique
Sauf indication contraire, les informations mentionnées dans cette section peuvent être confirmées par la base de données cinématographiques IMDb,  présente dans la section « Liens externes ».
- Titre : Frisson ?
- Titre original : Kakabakaba Ka Ba?
- Réalisation : Mike De Leon
- Scénario : Clodualdo Del Mundo Jr. et Raquel Villavicencio
- Photographie : Rody Lacap
- Montage : Ike Jarlego Jr.
- Musique : Lorrie Ilustre
- Pays d'origine : Philippines
- Format : Couleurs - 1,85:1 - Mono
- Genre : comédie musicale
- Durée : 104 minutes
- Date de sortie : Philippines : 8 août 1980

## Distribution
- Christopher De Leon : Johnny
- Charo Santos-Concio : Melanie
- Jay Ilagan : Nonong
- Sandy Andolong : Nancy
- Boboy Garrovillo : Omota
- Johnny Delgado : maître Pinoy
- Armida Siguion-Reyna : madame Lily
- Leo Martinez : Fr. Blanco
- Moody Diaz : Aling Melody / Virgie